# Dolores (Abra)
Pour les articles homonymes, voir Dolores.
Dolores est une municipalité située dans la province d'Abra, aux Philippines.

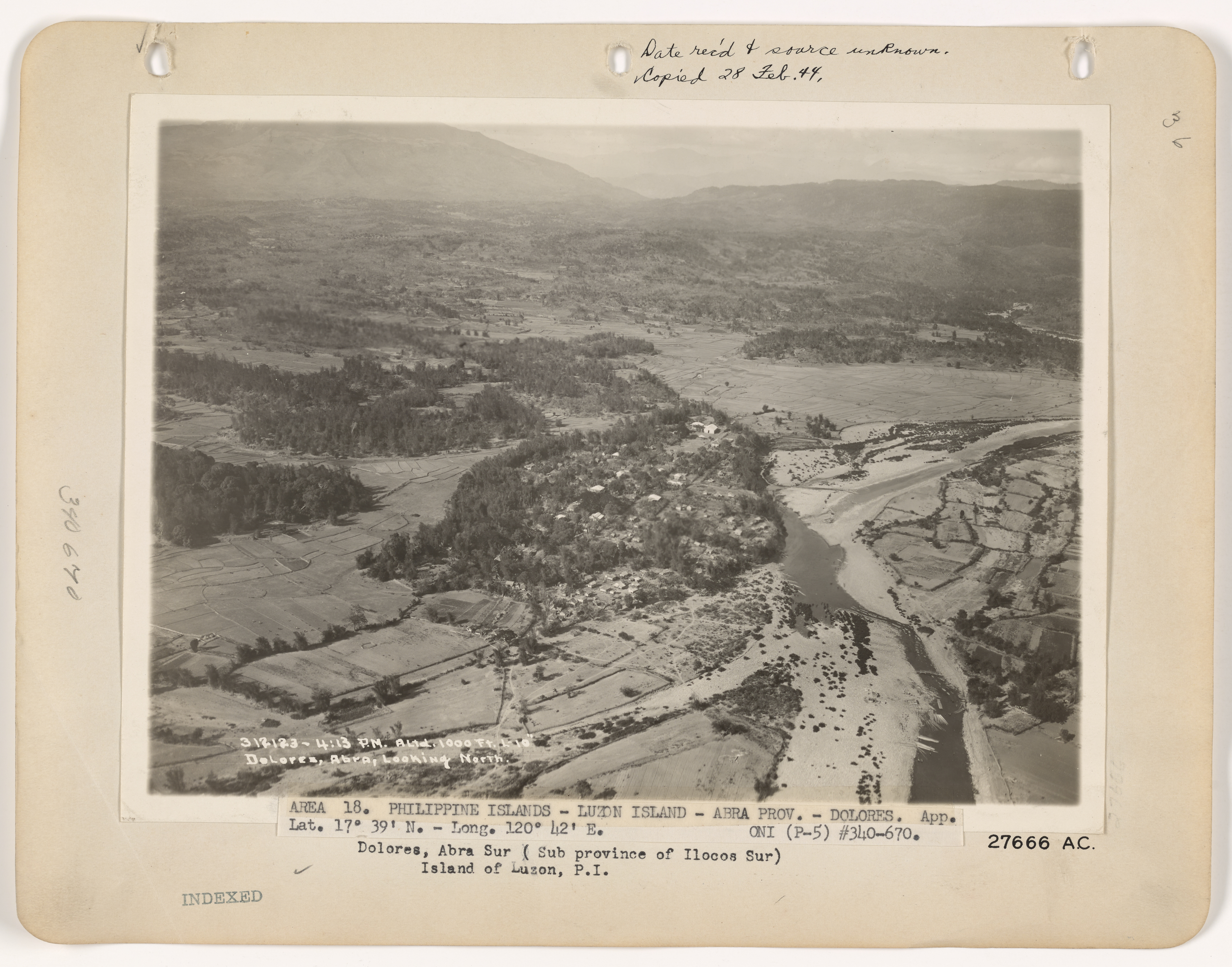
Vue aérienne de Dolores et de la rivière Abra, date inconnue